# Outta Here (single)
Outta Here is een nummer van de Nederlandse popzangeres Esmée Denters. Het nummer werd op 6 april in Nederland uitgebracht als de debuutsingle van het gelijknamige album van Denters dat op 22 mei verscheen. Het nummer een wereldwijde release krijgen.

## Achtergrondinformatie
Op 28 maart 2009 lekte het nummer op YouTube. Het is geschreven door Denters zelf, in samenwerking met Jason Perry, Esther Dean en Justin Timberlake en is geproduceerd door Polow da Don. Het nummer gaat over het beëindigen van een relatie na het ontdekken van de ware aard van een geliefde. De single is een uptempo popnummer met electropopinvloeden en een urbanpopgeluid. Het is geschreven in de tegenwoordige tijd en heeft een tempo van 120 BPM. Het nummer begint met synthesizers en Denters' vocalen en vier maten later zet het eerste couplet zich in waar de drums, bas en gitaren zich inzetten.
De videoclip werd opgenomen in Amerika met videodirector Diana Martell die onder andere voor Beyoncé, Christina Aguilera en Britney Spears video's regisseerde.

## Tracklist

### Promo-cd
1. "Outta Here" (Ester Dean, Jason Perry, Justin Timberlake, Polow Jones) - 03:21
2. "Outta Here (Moto Blanco Radio Remix)" (Esther Dean, Jason Perry, Justin Timberlake, Polow Jones) - 3:21

### iTunes download
1. "Outta Here" (Ester Dean, Jason Perry, Justin Timberlake, Polow Jones) - 03:21

## Release en hitlijsten
Het nummer steeg na de release snel in populariteit door veel airplay te verkrijgen en door veel te verkopen. Dit leidde tot een derde plek in de Nederlandse Top 40 en de tweede in de Single Top 100. Ook in de Vlaamse Ultratop 50 staat het nummer in de lijst, met voorlopig de 26ste positie als piek. Daarnaast behaalde het nummer kort na de release, dat niet lang na de Nederlandse release was, in de Nieuw-Zeelandse hitlijst de 14e plek.
Na de digitale release in het Verenigd Koninkrijk werd het nummer goed gedownload en resulteerde dit in een entree op de 21ste positie in Ierland en de zevende in de Britse UK Singles Chart.
Het nummer werd op 15 september 2009 op de Amerikaanse radiostations uitgebracht.. Op 6 april werd bekendgemaakt dat het nummer goud werd in Nieuw-Zeeland.

### Hitnoteringen

#### Nederlandse Top 40
| Hitnotering: 16-05-2009 t/m 29-08-2009 | Hitnotering: 16-05-2009 t/m 29-08-2009 | Hitnotering: 16-05-2009 t/m 29-08-2009 | Hitnotering: 16-05-2009 t/m 29-08-2009 | Hitnotering: 16-05-2009 t/m 29-08-2009 | Hitnotering: 16-05-2009 t/m 29-08-2009 | Hitnotering: 16-05-2009 t/m 29-08-2009 | Hitnotering: 16-05-2009 t/m 29-08-2009 | Hitnotering: 16-05-2009 t/m 29-08-2009 | Hitnotering: 16-05-2009 t/m 29-08-2009 | Hitnotering: 16-05-2009 t/m 29-08-2009 | Hitnotering: 16-05-2009 t/m 29-08-2009 | Hitnotering: 16-05-2009 t/m 29-08-2009 | Hitnotering: 16-05-2009 t/m 29-08-2009 | Hitnotering: 16-05-2009 t/m 29-08-2009 | Hitnotering: 16-05-2009 t/m 29-08-2009 | Hitnotering: 16-05-2009 t/m 29-08-2009 | Hitnotering: 16-05-2009 t/m 29-08-2009 |
| Week                                   | 1                                      | 2                                      | 3                                      | 4                                      | 5                                      | 6                                      | 7                                      | 8                                      | 9                                      | 10                                     | 11                                     | 12                                     | 13                                     | 14                                     | 15                                     | 16                                     |                                        |
| -------------------------------------- | -------------------------------------- | -------------------------------------- | -------------------------------------- | -------------------------------------- | -------------------------------------- | -------------------------------------- | -------------------------------------- | -------------------------------------- | -------------------------------------- | -------------------------------------- | -------------------------------------- | -------------------------------------- | -------------------------------------- | -------------------------------------- | -------------------------------------- | -------------------------------------- | -------------------------------------- |
| Nummer                                 | 21                                     | 18                                     | 10                                     | 3                                      | 3                                      | 3                                      | 3                                      | 4                                      | 4                                      | 6                                      | 6                                      | 6                                      | 8                                      | 11                                     | 14                                     | 26                                     | uit                                    |

#### NederlandseSingle Top 100
| Hitnotering: 09-05-2009 t/m 19-09-2009 | Hitnotering: 09-05-2009 t/m 19-09-2009 | Hitnotering: 09-05-2009 t/m 19-09-2009 | Hitnotering: 09-05-2009 t/m 19-09-2009 | Hitnotering: 09-05-2009 t/m 19-09-2009 | Hitnotering: 09-05-2009 t/m 19-09-2009 | Hitnotering: 09-05-2009 t/m 19-09-2009 | Hitnotering: 09-05-2009 t/m 19-09-2009 | Hitnotering: 09-05-2009 t/m 19-09-2009 | Hitnotering: 09-05-2009 t/m 19-09-2009 | Hitnotering: 09-05-2009 t/m 19-09-2009 | Hitnotering: 09-05-2009 t/m 19-09-2009 | Hitnotering: 09-05-2009 t/m 19-09-2009 | Hitnotering: 09-05-2009 t/m 19-09-2009 | Hitnotering: 09-05-2009 t/m 19-09-2009 | Hitnotering: 09-05-2009 t/m 19-09-2009 | Hitnotering: 09-05-2009 t/m 19-09-2009 | Hitnotering: 09-05-2009 t/m 19-09-2009 | Hitnotering: 09-05-2009 t/m 19-09-2009 | Hitnotering: 09-05-2009 t/m 19-09-2009 | Hitnotering: 09-05-2009 t/m 19-09-2009 | Hitnotering: 09-05-2009 t/m 19-09-2009 |
| Week                                   | 1                                      | 2                                      | 3                                      | 4                                      | 5                                      | 6                                      | 7                                      | 8                                      | 9                                      | 10                                     | 11                                     | 12                                     | 13                                     | 14                                     | 15                                     | 16                                     | 17                                     | 18                                     | 19                                     | 20                                     |                                        |
| -------------------------------------- | -------------------------------------- | -------------------------------------- | -------------------------------------- | -------------------------------------- | -------------------------------------- | -------------------------------------- | -------------------------------------- | -------------------------------------- | -------------------------------------- | -------------------------------------- | -------------------------------------- | -------------------------------------- | -------------------------------------- | -------------------------------------- | -------------------------------------- | -------------------------------------- | -------------------------------------- | -------------------------------------- | -------------------------------------- | -------------------------------------- | -------------------------------------- |
| Nummer                                 | 26                                     | 14                                     | 12                                     | 2                                      | 2                                      | 2                                      | 3                                      | 4                                      | 7                                      | 17                                     | 9                                      | 14                                     | 19                                     | 33                                     | 42                                     | 45                                     | 36                                     | 47                                     | 57                                     | 85                                     | uit                                    |

#### VlaamseUltratop 50
| Hitnotering: 30-05-2009 t/m 19-09-2009 | Hitnotering: 30-05-2009 t/m 19-09-2009 | Hitnotering: 30-05-2009 t/m 19-09-2009 | Hitnotering: 30-05-2009 t/m 19-09-2009 | Hitnotering: 30-05-2009 t/m 19-09-2009 | Hitnotering: 30-05-2009 t/m 19-09-2009 | Hitnotering: 30-05-2009 t/m 19-09-2009 | Hitnotering: 30-05-2009 t/m 19-09-2009 | Hitnotering: 30-05-2009 t/m 19-09-2009 | Hitnotering: 30-05-2009 t/m 19-09-2009 | Hitnotering: 30-05-2009 t/m 19-09-2009 | Hitnotering: 30-05-2009 t/m 19-09-2009 |
| Week                                   | 1                                      | 2                                      | 3                                      | 4                                      | 5                                      | 6                                      | 7                                      | 8                                      | 9                                      | 10                                     |                                        |
| -------------------------------------- | -------------------------------------- | -------------------------------------- | -------------------------------------- | -------------------------------------- | -------------------------------------- | -------------------------------------- | -------------------------------------- | -------------------------------------- | -------------------------------------- | -------------------------------------- | -------------------------------------- |
| Nummer                                 | 46                                     | 40                                     | 36                                     | 45                                     | 32                                     | 32                                     | 28                                     | 44                                     | 26                                     | 33                                     | uit                                    |

## Releasedata
| Regio               | Datum             | Label     | Format              |
| ------------------- | ----------------- | --------- | ------------------- |
| Nederland           | 14 april 2009     | Universal | cd-single, download |
| Nieuw-Zeeland       | 27 april 2009     | Universal | download            |
| Verenigd Koninkrijk | 16 augustus 2009  | Polydor   | download            |
| Verenigd Koninkrijk | 17 augustus 2009  | Polydor   | cd-single           |
| Verenigde Staten    | 15 september 2009 | Tennman   | airplay             |
| Verenigde Staten    | 12 januari 2010   | Tennman   | cd-single           |